# Ace Combat 04: Shattered Skies
Ace Combat 04: Shattered Skies – wydany przez Namco symulator lotu bojowego na platformę PlayStation 2. Premiera najpierw odbyła się w Japonii dnia 13 września 2001 roku, następnie w USA 1 listopada 2001, ostatecznie w Europie pod zmienionym tytułem Ace Combat: Distant Thunder 8 lutego 2002 roku. Gracz wciela się w pilota o pseudonimie Mobius 1 i w trakcie gry bierze udział w kampanii składającej się z 18 misji, korzystając z jednego z 21 samolotów bojowych możliwych do wyboru. Każda z misji oferuje różne cele do realizacji przez gracza, takie jak zestrzelenie określonej ilości wrogich jednostek lotniczych czy naziemnych bądź eskortowanie przyjaznych jednostek. Historia w grze przekazywana jest za pomocą przerywników filmowych zrealizowanych przez Studio 4°C oraz komunikatów radiowych możliwych do usłyszenia podczas misji. Jest to czwarty tytuł z serii Ace Combat i pierwszy dostępny na konsoli PlayStation 2.
Zespół developerski podczas pracy nad Ace Combat 04 postanowił powrócić do korzeni serii, decyzja ta była podyktowana mieszanym odbiorem trzeciej części gry, Ace Combat 3: Electrosphere. Odcięto się od futurystycznych projektów samolotów i położono mniejszy nacisk na historię, skupiając się nad rozgrywką. Obawiano się reakcji graczy na uwzględnienie animowanych przerywników filmowych, więc starano się ukryć ten fakt przed premierą, odbiór graczy był jednak pozytywny.

## Rozgrywka
Podczas gry gracz ma do dyspozycji 21 modeli samolotów możliwych do zakupu, spośród modeli faktycznie istniejących, takich jak McDonnell Douglas F-4 Phantom II, prototypów lub wciąż będących w produkcji w momencie premiery gry oraz jednego fikcyjnego, dysponujących odmiennymi zestawami uzbrojenia. Każdy z samolotów posiada możliwe do odblokowania unikalne malowanie, możliwe do zdobycia poprzez kończenie wyzwań, zestrzeliwanie wrogich asów lub osiągnięcie odpowiedniej rangi podczas misji.
Istnieje możliwość wyboru poziomu trudności, wpływającego na poziom AI przeciwników, ich liczbę podczas misji oraz ilość obrażeń możliwych do odniesienia przez samolot gracza, a także przeciwników przed zestrzeleniem.
Każdy z dostępnych samolotów dysponuje swoim zestawem specjalnego uzbrojenia, które z wyjątkiem pierwszego, otrzymywanego wraz z zakupem samolotu należy kupić, wykorzystując zdobywane za ukończenie misji punkty. Raz nabyty ekwipunek można potem wykorzystywać w dowolnej ilości misji, tak samo jak kupione samoloty. Broń oraz samoloty, które posiada gracz mogą także zostać odsprzedane pomiędzy misjami, z wyjątkiem początkowego samolotu.
Na koniec każdej misji, po wypełnieniu celu graczowi przyznawane są punkty w zależności od jego efektywności podczas walki. Pod uwagę brane są czas wykonania misji oraz liczba zestrzelonych celów, w tym także dodatkowych. Ogólnym podsumowaniem efektywności gracza jest otrzymywana przez niego ocena, gdzie E jest dolną, a S górną granicą skali.
Zdobycie wszystkich dostępnych samolotów i dodatkowego uzbrojenia wymaga wielokrotnego przejścia gry, bądź powtarzania misji.

## Odbiór
Ace Combat 04 zostało odebrane pozytywnie przez krytyków, osiągając średnią 89 na portalu Metacritic. Otrzymała ocenę 8.8/10 od serwisu GameSpot, gdzie pochwalono grę za "perfekcyjne połączenie elementów akcji, które można znaleźć w poprzednich grach serii ze sposobem prowadzenia narracji normalnie kojarzonym z innymi gatunkami gier". Serwis IGN przyznał grze notę 9.1/10.
Gra osiągnęła także komercyjny sukces, osiągając do 2008 roku sprzedaż na poziomie 2 640 000 egzemplarzy.